# Télévision tunisienne 2
Pour les articles homonymes, voir Canal 21.
La Télévision tunisienne 2 (arabe : التلفزة التونسية ـ الوطنية 2), également appelée Wataniya 2 ou El Wataniya 2 (Nationale 2), anciennement appelée Canal 21 (قناة 21) puis Tunisie 21 (تونس 21), est une chaîne de télévision publique tunisienne. Sa couleur est le bleu. Elle est la deuxième chaîne tunisienne après la Télévision tunisienne 1.

## Histoire de la chaîne
Le 7 novembre 1994, sur instruction du président de l'époque Zine el-Abidine Ben Ali, Canal 21 démarre sur le réseau créé initialement en 1983 pour héberger la RTT 2 et cédé en juin 1989 à Antenne 2 (qui devient France 2 en 1992).
Destinée aux jeunes, le chiffre 21 évoquant la Fête de la Jeunesse tenue le 21 mars, elle ne diffuse ses programmes qu'entre 17 h 40 et 20 h 15 à la place de ceux de France 2 (notamment pendant le journal télévisé de 20 heures jugé critique envers le gouvernement tunisien). À la suite de la réélection triomphale du président Ben Ali en 1999 (avec plus de 99 % des voix), les médias français, dont France 2, ont fortement critiqué le gouvernement tunisien et fustigé le manque de démocratie du régime.
En réaction, ce dernier somme l'ERTT de mettre fin à la diffusion de la chaîne française, ce qui est fait à la fin octobre 1999. À partir de cette date, le second réseau hertzien est entièrement occupé par Canal 21 qui émet de 16 heures (puis de 14 heures) à minuit. Toutefois, la chaîne peine à trouver son public avec une part d'audience ne dépassant pas les 5 % car elle est fortement concurrencée par les chaînes nationales privées et les autres chaînes arabes diffusées par satellite. De plus, sa diffusion est exclusivement hertzienne.
Le 25 juillet 2007, Ben Ali annonce dans un discours la « reconversion de la deuxième chaîne nationale de télévision Canal 21 en chaîne satellitaire sous une forme nouvelle et avec une programmation moderne ».
La chaîne est effectivement rebaptisée Tunisie 21 le 7 novembre et commence à émettre sur le satellite le même jour. La diffusion se fait entre midi et minuit alors qu'une nouvelle grille et un nouvel habillage de la chaîne sont mis en place. Cette diffusion par satellite permet à la chaîne d'élargir son public.
En mars 2010, Tunisie 21 s'installe dans les nouveaux locaux de la télévision tunisienne. Après la chute du président Zine el-Abidine Ben Ali le 14 janvier 2011, à l'occasion de la révolution tunisienne, la chaîne change à nouveau de nom le 20 janvier pour devenir Télévision tunisienne nationale 2 (التلفزة التونسية ـ الوطنية 2) en arabe et Télévision Tunisienne 2 en français.
À partir du 2 janvier 2012, la chaîne change de registre et adopte une programmation consacrée aux régions ; sa diffusion couvre alors 17 heures par jour. À partir du 1er janvier 2013, la chaîne passe à une diffusion 24 heures sur 24.

## Identité visuelle

### Logos

Logo de Canal 21 du 7 novembre 1994 au 7 novembre 2007.
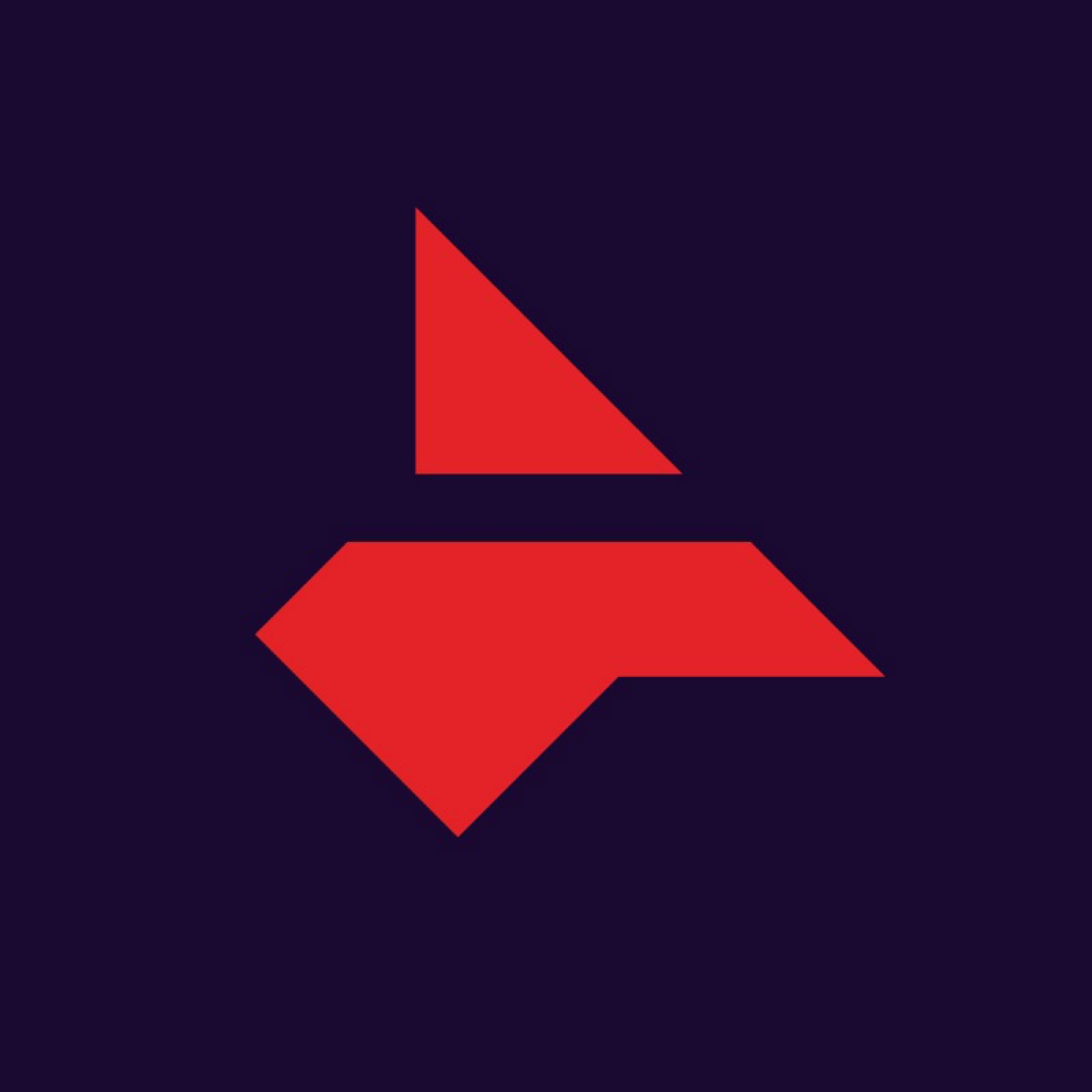
Logo de Tunisie 21 du 7 novembre 2007 au 20 janvier 2011.
Logo de la Télévision tunisienne 2 du 21 janvier au 25 juillet 2011.
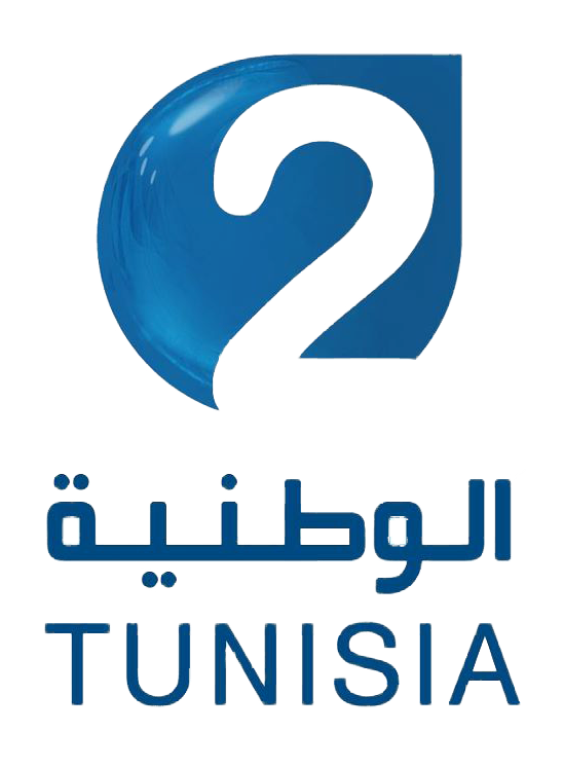
Logo de la Télévision tunisienne 2 du 25 juillet 2011 au 9 mars 2015.
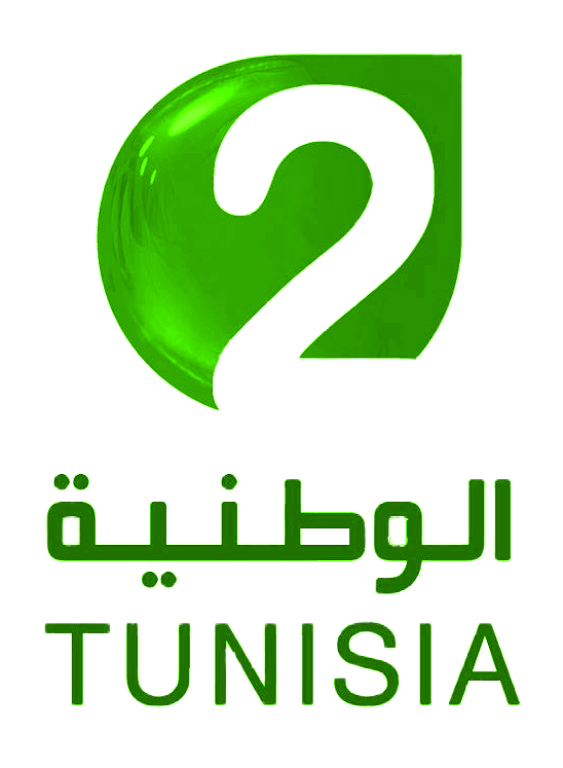
Logo de la Télévision tunisienne 2 du 9 mars 2015 à une date indéterminée[Quand ?].
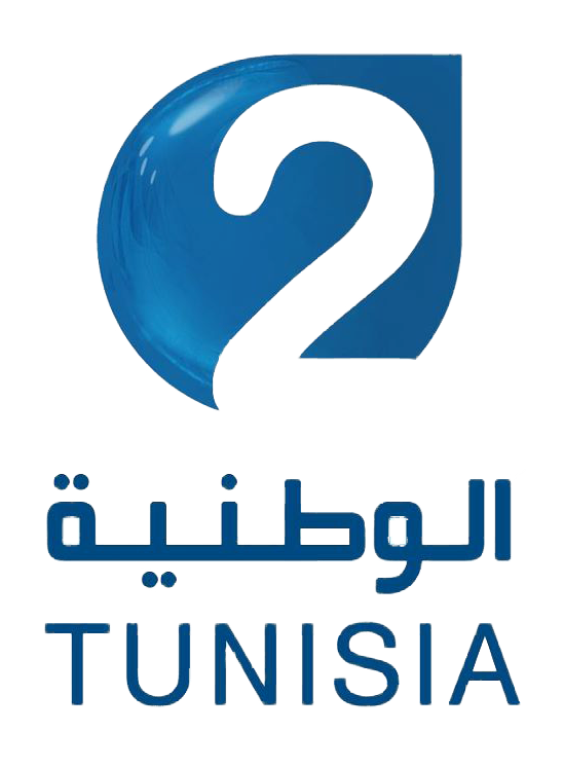
Logo de la Télévision tunisienne 2 d'une date indéterminée[Quand ?] au 31 décembre 2016.
Logo de la Télévision tunisienne 2 depuis le 31 décembre 2016.

### Slogan
- « Un espace d'expression des aptitudes, de l'intelligence et de la créativité des jeunes »

## Organisation

### Dirigeants

#### Directeurs
- Mansour M'henni : 10 octobre 2002 - 31 août 2007
- Hamadi Arafa : 31 août 2011 - 7 janvier 2012
- Imène Bahroun : 7 janvier 2012 - 2 septembre 2012
- Charfeddine Ben Salem : 2 septembre 2012[2] - ?
- Chadia Khedhir : 12 août 2014[3] - 16 novembre 2015[4]
- Chadia Khedhir : 24 novembre 2016[5] - 25 octobre 2017[6]
- Imed Barboura (intérim) : 25 octobre 2017[6] - ?

### Capital
La Télévision tunisienne 2 est éditée par l'Établissement de la télévision tunisienne, organe détenu à 100 % par l'État tunisien.

### Siège

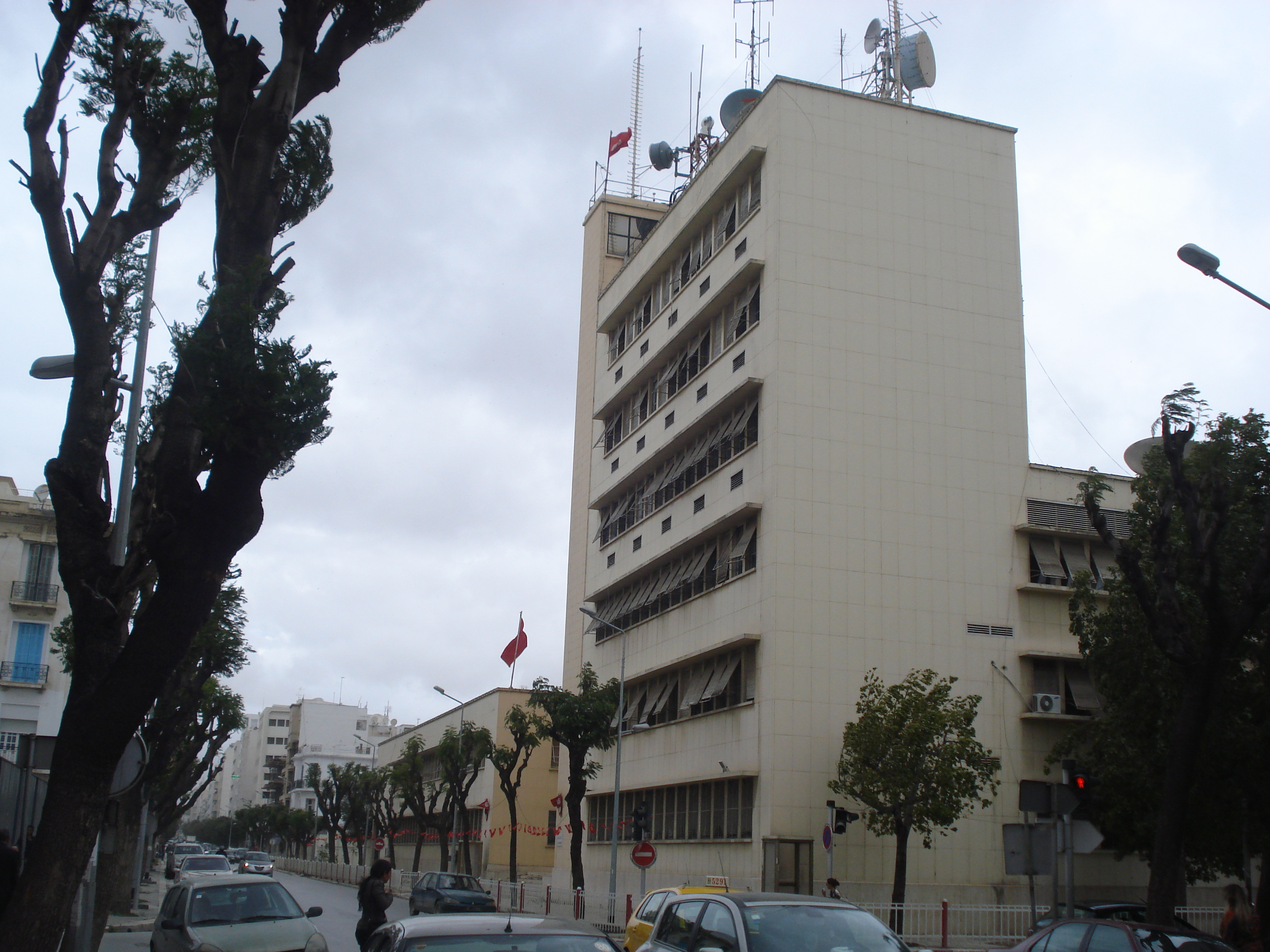
Siège de la télévision tunisienne entre 1994 et 2010.

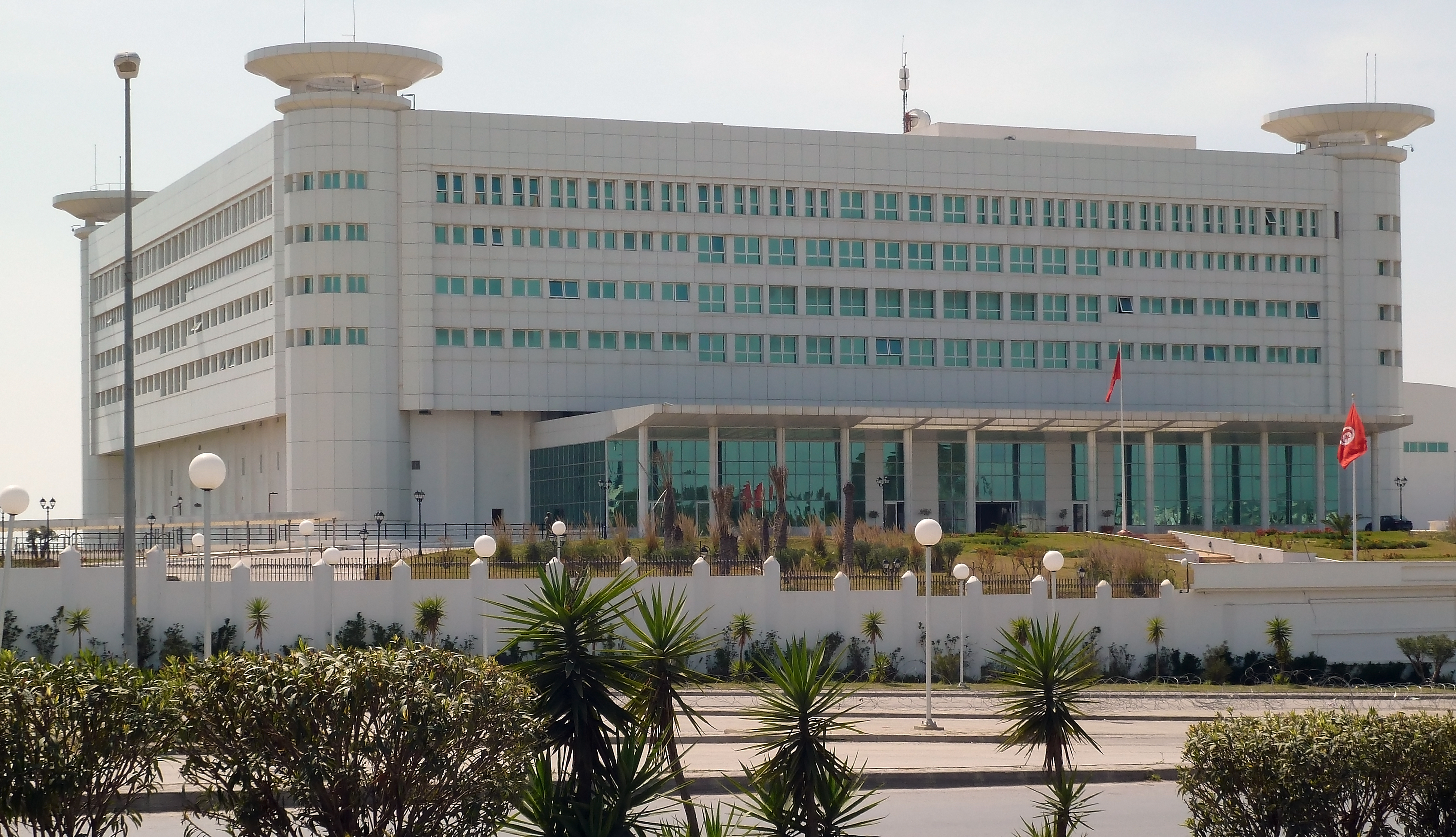
Siège de la télévision tunisienne sur les hauteurs de Notre Dame à Tunis.

La chaîne est installée pendant seize ans dans les locaux initialement réservés à Radio Tunis dans lesquels elle occupe l'étroit studio 12 de la maison de la RTT située au numéro 71 de l'avenue de la Liberté à Tunis.
L'étroitesse des locaux incite le gouvernement tunisien, dès la fin des années 1960, à lancer un projet de construction d'une maison de la télévision. Un appel d'offres international est même lancé et remporté par une entreprise grecque mais le projet n'aboutit finalement pas. L'idée renaît au milieu des années 1980 mais les plans restent encore une fois dans les tiroirs. La Ligue arabe, installée à Tunis depuis 1979, lance à la fin des années 1980 un vaste chantier pour la construction d'un nouveau siège tunisois. Les travaux sont bien avancés lorsque les membres décident en 1990, après la réintégration de l'Égypte, de rapatrier le siège de l'organisation au Caire. Un accord entre le gouvernement tunisien et la Ligue arabe prévoit la cession de l'immense bâtisse (en cours de construction) à la Tunisie ; de longs travaux d'aménagements sont alors lancés pour transformer ce qui était conçu pour être le siège d'une organisation internationale en une maison de la télévision.
La grande enceinte prévue pour abriter les conférences et les réunions est, à ce titre, convertie en un studio de 900 m2. Ce n'est que le 15 mars 2010 que la chaîne commence à émettre à partir du nouveau siège de la télévision situé Boulevard de la Ligue arabe où elle occupe deux studios : un premier de 300 m2 et le second de 400 m2 pour la production de ses émissions.

## Programmes
Dans le cadre de la coopération culturelle, l'ambassade de France en Tunisie a proposé à l'ERTT d'enrichir sa grille de programme en diffusant sur la chaîne des émissions culturelles, des divertissements ou des fictions en français fournies par les chaînes publiques françaises (notamment France 5 et Arte)[réf. nécessaire].

### Émissions
Parmi les émissions de la chaîne figurent :
- Chahia Taïba : une émission culinaire lancée en 2007 et présentée dans sa première version par le chef Omar Asmi ;
- Dima 21 : une émission produite et animée par Ilyes Gharbi, Walid Besbes, Nizar Chaari, Chaker Bechikh et Sana Toumi ;
- Klem shih : une émission de service en direct (du lundi au vendredi à 13 h 15) ;
- Klem ala klem : une émission culturelle (le mardi à 21 h 30) ;
- Oukaiet hlou : une émission culturelle en direct (le lundi à 21 h 30 et du mardi au jeudi à 19 h) ;
- Sahatouna : un magazine santé (le dimanche à 13 h 15).
- C'est pas sorcier

### Informations
Le Journal est diffusé initialement tous les jours à 20 h 30, à partir du 12 novembre 2012, depuis le studio virtuel de la maison de la télévision tunisienne. Le 1er janvier 2013, il change d'horaire en passant à 19 heures, avec des rediffusions à 23 h 30 et 2 heures du matin.

### Audience
En avril 2008, les enquêtes d'audience créditent la chaîne d'un taux de pénétration national de 11,4 %, la plaçant en quatrième position des chaînes les plus regardées en Tunisie.

## Présentateurs
Parmi les animateurs qui ont créé la notoriété de cette chaîne, on peut citer :
- Mouhib Ben Chouikha qui a quitté la chaîne pour Al Jazeera Sport ;
- Farah Ben Rejeb qui a quitté la chaîne pour ART Music ;
- Ala Chebbi qui a quitté la chaîne pour Hannibal TV et Tunisie 7 par la suite ;
- Nizar Chaari qui a quitté la chaîne pour la Tunisie 7 ;
- Mondher Jebeniani, présentateur et producteur des émissions sportives, devenu sous-directeur à Radio Jeunes puis animateur pour Hannibal TV ;
- Sami Mbazzae qui a quitté la chaîne pour Future TV.

## Diffusion
Les programmes de la chaîne sont diffusés à partir de neuf stations principales et de 63 stations secondaires réparties sur l'ensemble du territoire tunisien. Son réseau terrestre couvre 99,6 % de la population.
Elle émet également sur le satellite depuis le 7 novembre 2007.